# Villa Il Prato
Villa Il Prato si trova a Firenze, in via Bolognese, nel tratto vicino ai confini comunali, presso il borgo di Trespiano.

## Storia
La villa venne costruita agli inizi del Quattrocento per i Fortini, poi nel 1420 passò ai Bardi e in seguito fu venduta a Giovanni della Stufa. La vedova di Enea della Stufa, Contessina, cedette la villa a Bartolomeo della Croce nel 1538, ma poco dopo fu ancora alienata a Cristofano di Bartolommeo Buontalenti, che nel 1548 la diede in vendita allo scultore Benvenuto Cellini. Dopo la morte dell'artista la villa tornò ai Buontalenti, poi ai Marchi, a un ramo secondario dei Medici e, nel 1677, a Gabbriello Casati, romano. Nel Settecento pervenne ai Tartini, che ne furono a lungo proprietari, ed infine alla famiglia Chiocchini, che ne è tutt'oggi proprietaria.

## Architettura
La villa, a tre piani, è di dimensioni relativamente modeste, circondata da un giardino delimitato da un muricciolo parallelo a via Viuccia, che, dopo aver transitato a fianco della villa, arriva fino a via Faentina.
La pianta dell'edificio è compatta e si accede all'interno da un portone incorniciato da bozze in pietra lisce, con al fianco due piccoli sedili e due finestre con mensole. Al primo piano si apre al centro un balconcino con parapetto in ferro battuto, mentre su una parete laterale si trova una meridiana.
Dall'altro lato della strada si trova una piccola cappella gentilizia, a pianta rettangolare, con tetto a capanna e con un portale con timpano. Sul retro della villa, a un livello inferiore, si trovano alcuni annessi destinati alle attività agricole.